# Ксенія (етнологія)
Ксенія — (грец. ξενία, «гостинність») в пасіонарній теорії етногенезу, форма нейтрального співіснування етнічних систем в одному регіоні, коли вони зберігають своєрідність і не зливаються, але не входять у відносини, характерні для симбіоза. Між етнічними системами немає конфліктів, але й не відбувається поділу функцій при адаптації в ландшафті. Така форма контакту часто зустрічається між етносами однієї суперетнічної системи (як, наприклад, між англо- і франкоканадцами в Канаді.). Нейтральний етнічний контакт може бути між різними суперетносами, якщо комплементарність між ними не різко негативна, а уряд не веде політики штучного змішання народів (наприклад українці в Канаді, або німці в Російський імперії).